# タリエシン

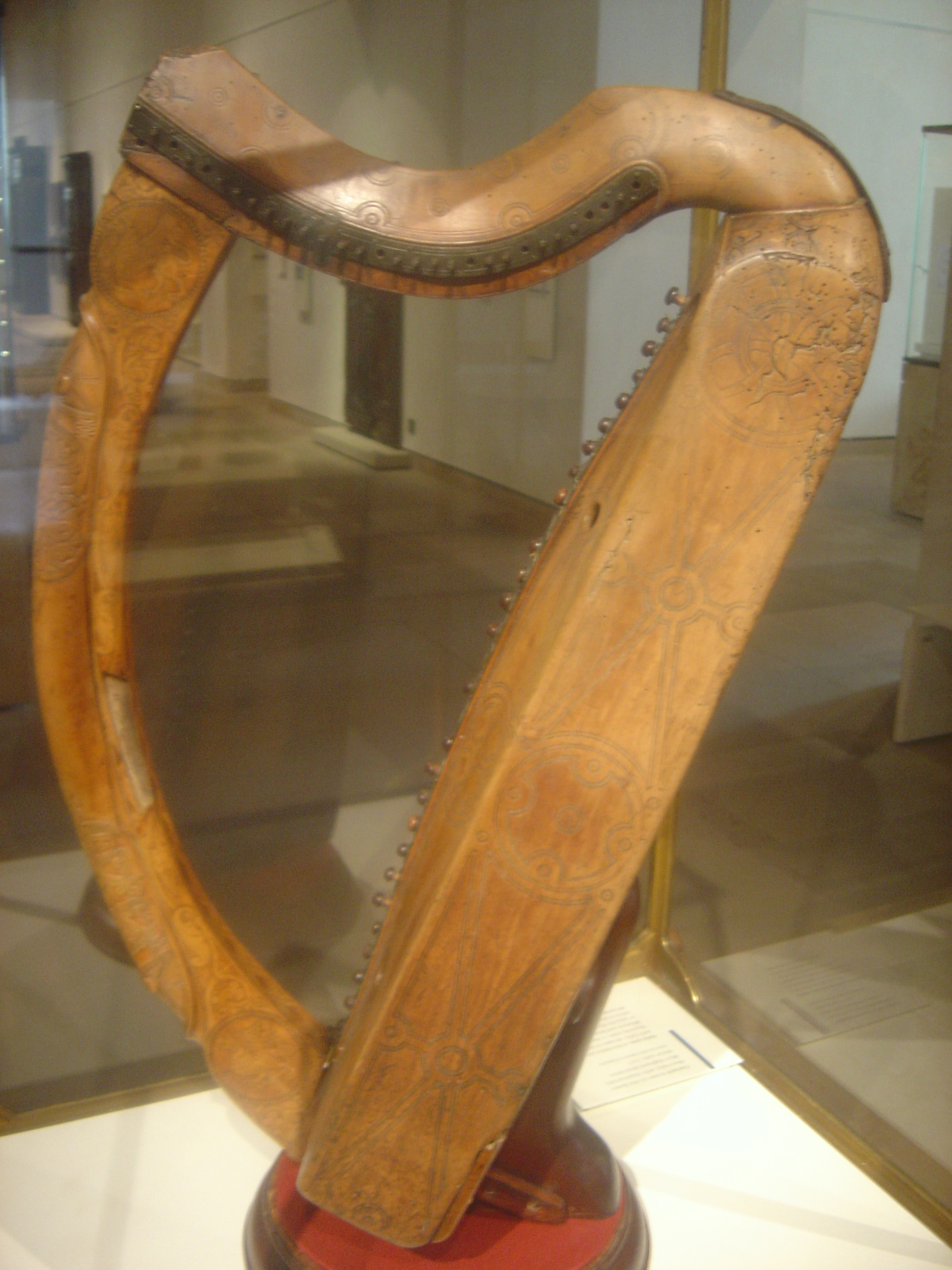
ケルト人のハープ

タリエシン（Taliesin 534年頃 - 599年頃）は、カンブリアの詩人。アルフレッド・テニスンの『国王牧歌』およびその後の作品の一部ではTaliessinと綴られる。

## 人物
彼の作品は中世ウェールズ語の写本「タリエシンの書（Llyfr Taliesin）」に残っている。少なくとも三人のブリテン王の宮廷で歌ったとされる、有名な吟遊詩人である。
イヴォー・ウィリアムズによれば、現存する6世紀の詩のうち11篇がタリエシンの作であるものと思われている。このことから、タリエシンはポウィスのブロホヴァイル・アスギスロクに555年ごろに宮廷詩人として仕えるようになったと思われる。そして次の王キナン・ガルウィン、またレゲッドの王イリエン・レゲッドおよびその息子オワインに使えた。アルデリッズの戦いを始めとする、詩の中にあらわれるいくつかの出来事は他の資料にも見受けられる。
伝説や中世ウェールズの詩の中で、タリエシンは大抵Taliesin Ben Beirdd（吟遊詩人の長、タリエシン）として紹介される。また、伝ネンニウス『ブリトン人の歴史』では、タルヘラム・タッド・アーウェン、アンネリン、ブルックバード、シアン・グウィニース・グウァウドとともにブリテンの五大詩人のひとりに数えられている。
伝説によれば、タリエシンはグウィズノの息子エルフィンの元で育てられ、彼はマーレグン・グウィネッズが「黄色い病」で死ぬことを予言したとされる。後には神話上の英雄としても位置づけられ、ベンディゲイドブランやアーサー王の仲間として登場する。タリエシンの神話上の生涯についてはエリス・グリィフィズ（16世紀）の記述にはじまり、その後何度も描かれている。

## 生涯
叙事詩から集められる事実の中には、タリエシンの生涯を語るものはほとんどない。また、『ブリトン人の歴史』にはタリエシンの名前・称号・あだ名などは全く出てこない。つまりネンニウスの時代には、タリエシンはまだ6世紀を代表する詩人として語られていなかったのである。
タリエシンの伝説に関する最古の記録は16世紀のものである。それによると、タリエシンはグウィズノの息子エルフィンの養子で、「輝く額」を意味するタリエシンの名前もエルフィンが与えたものである。エルフィンは後にケレディジオンの王になった。伝説によれば、タリエシンはその後アベルディフィの宮廷で育てられ、13歳の時にエルフィンの叔父であるマーレグン・グウィネッズ王を訪れ、王の危機と死に様を予言してみせたという。
タリエシンがアーサー王の宮廷詩人だったという説は、おそらく11世紀ごろの作とみられるキルフッフとオルウェンから存在する。それが、テニスンの『国王牧歌』や、チャールズ・ウィリアムのTaliessin Through Logresなどのように、時を経るごとに発展していったものとみられる。いずれにせよ、歴史上タリエシンの経歴は6世紀後半あたりで途切れており、アーサー王実在説によれば、アーサー王がモン・バドニカスの戦いで勝利したのは500年前後とされており、時期的は一致する。『カンブリア年代記』にはカムランの戦いでのアーサー王の死（失踪）を532年としており、『ブリトン人の歴史』でも数年後の542年としている。
ケレディジョン（ウェールズ西部）にある丘上古墳ベズ・タリエシンは、タリエシンの墓といわれている。また丘のふもとのトレ・タリエシン村も彼にちなんで名付けられた。18世紀ごろの文学偽作者ヨロ・モルガヌグが所持していた写本では、タリエシンはツァンヘンノックの聖ヘヌグの子だとしているが、これは他の記述や伝説と矛盾する。

## タリエシンの書
「タリエシンの書」は10世紀ウェールズの作品といわれている。タリエシンの時代ではすべての詩が口伝で伝えられてきたため、この原文も400年を経た時点での表記法で記録されたものと思われる。イヴォー・ウィリアムズは1960年、原文に注釈をつけたものをCanu Taliesin (1960)として発表し、その後1968年に英訳版のThe Poems of Taliesinを発表した。

## 神話上の生涯
16世紀中頃、エリス・グリフィズはタリエシンの神話上の生涯について描いた。ここにはアイルランドの英雄フィン・マックールと知恵の鮭のエピソードにいくつかの類似点が見られ、また創作神話の特徴を多く持っている。John Jones of Gellilyfdyによって1607年ごろ書かれたと思われる、これとわずかに異なるバージョンも存在する。以下の物語はこれら両方をあわせたバージョンのものである。

### 誕生
タリエシンはかつて、魔女ケリドウェンの召使いグウィオン・バハ（Gwion Bach　Gwyonとも）として生まれついた。ケリドウェンには美しい娘と、他にモルブラン（アヴァズとも呼ばれた）という醜い子供がいた。いかなる魔法もモルブランの顔を整えることはできなかった。そこでケリドウェンは、彼には美しさの代わりに知識を持たせようと考え、知識とひらめきを与える霊薬（Awen）を、一年と一日をかけて作ることにした。その間、大鍋の下でモルダという盲目の男に火を焚かせ、グウィオンには大鍋をかき混ぜさせていた。
ある時グウィオンが鍋をかきまぜていると、大鍋の液体のうち三滴のしずくが彼の指にはねて、グウィオンは思わず親指をなめてしまう。この最初の三滴だけが霊薬となり、グウィオンはその瞬間にあらゆる知識を得た。大鍋の中の残りは毒となってしまった。すぐにグウィオンは、このままではケリドウェンに殺されると悟り、逃げ出した。
グウィオンはまもなくケリドウェンの怒号と、追いかけてくる足音を聞いた。グウィオンが鹿に変身して逃げると、ケリドウェンは猟犬になった。グウィオンが魚になって川に逃げると、ケリドウェンはカワウソになって追いかけた。グウィオンが鳥になって空に逃げると、ケリドウェンは鷲になって追いかけた。
疲れ果てたグウィオンは一粒の麦になって隠れたが、ケリドウェンは雌鳥になってグウィオンを食べてしまった。するとケリドウェンは妊娠した。腹の中にいる子供がグウィオンだと分かっていたため、ケリドウェンは子供を殺そうと決めたが、いざ生まれてみると子供のあまりの美しさにできず、結局革袋に包んで海へと捨てたのだった。

### エルフィンとの出会い
やがてグウィズノの息子エルフィンが鮭を釣っているとき、子供が浮かんでいるのを見つけた。この時エルフィンが「dyma Dal Iesin（輝く額だ！）」と叫んだため、赤子はタリエシン（Taliesin）と名付けられた。赤子は、このような美しい詩を吟じはじめた。
美しいエルフィンよ　悲しまないで！
……わたしは小さく弱いのに
押し寄せる波の上にいた
あなたのために役立ちます
三百匹の鮭よりも
気高く優しいエルフィンよ
どうか釣果を悲しまないで
わたしは弱く　籠の中
わたしの舌に　不思議が起きた……
エルフィンは驚き、なぜ赤子が喋れるのかと問うた。するとタリエシンはこのように詠った。
小舟のように漂うは
暗い袋にくるまる私
果てなき海にさまよって
息絶えんとき　お告げを受けた
天の主が　自由をくれた

### マーレグン・グウィネッズの宮廷
月日が過ぎてタリエシンが13歳になったとき、エルフィンはマーレグン・グウィネッズ王の宮廷に仕えていたが、彼はタリエシンはこの宮廷のどの詩人よりも優れており、自分の妻はどの宮廷の女性よりも優れていると発言した。そこでマーレグンの息子ルーンが、エルフィンの妻を誘惑して彼の言葉が真実ではないことを示すため、エルフィンの家を訪れた。ルーンはエルフィンの妻を酔わせて結婚指輪を外させ、彼女の放埒さを証明した。だがエルフィンの嘘はまだ確信できないとされた。次にマーレグンは、タリエシンに対して宮廷の詩人よりも優れていることを証明しろと迫った。すると、タリエシンは長大な詩で王の凋落を予言した。王の詩人たちは赤子のうめきのような声を上げるだけであった。こうしてエルフィンは牢から釈放された。

## 日本語訳
- 木村正俊訳 「タリエシンの詩」『ケルティック・テクストを巡る』 中央大学出版部〈中央大学人文科学研究所翻訳叢書 8〉、2013年3月。ISBN 978-4-8057-5407-8。

## 関連書籍
- 渡邉浩司「タリエシン」、『神の文化史事典』白水社、2013年、pp.315-318.